# 内门竹
内门竹（学名：Drepanostachyum naibunense）为禾本科镰序竹属下的一个种。

## 扩展阅读
- 維基物種上的相關：内门竹